# Eskilstrup Mølle
Eskilstrup Mølle er en hollandsk vindmølle i Eskilstrup på Nordfalster. Møllen blev opført i 1882 af Ole Petersen, der drev den frem til 1910. Hans datter og svigersøn ved navn Erna og Marius Hansen overtog herefter, og de udvidede forretningen med bygningsartikler. Marius Hansen døde i 1955, hvorefter dennes søn, Frede, overtog den. På et tidspunkt blev den købt af Superfoss, der ombyggede den for at øge lagerkapaciteten, så den kunne rumme 50.000 tønder korn. Møllen var i brug frem til 1960, og den er endnu ikke fredet. I 1995 blev Eskilstrup Møllelaug stiftet, og foreningen ejer i dag møllen. Møllen er i gang med at blive renoveret.